# Bookimed.com
Bookimed.com (або Букімед) — онлайн-платформа з пошуку та бронювання лікування за кордоном, один із найбільших постачальників послуг медичного туризму в Україні. Компанію заснували Євген Козлов і Євген Хотянов у 2014 році. Офіси компанії розташовані в Києві та Гонконзі.
Платформа працює за моделлю CPA (Cost Per Action): пацієнт оплачує виключно послуги, які надає певна клініка. Станом на 2020 рік послугами Bookimed скористалися близько 400 000 пацієнтів у понад 380 клініках у всьому світі.

## Історія
У 2014 році українці Євген Козлов та Євген Хотянов заснували компанію Bookimed. У травні 2014 вони запустили інтернет-платформу та розпочали співпрацю з рядом ізраїльських та німецьких медичних закладів. Платформа наслідувала модель туристичної онлайн-платформи для бронювання житла Booking.com.
У 2017 році інвестиційний фонд AVentures Capital вклав у Bookimed $0,5 млн.
У 2018 році компанія досягла позначки у 100 000 пацієнтів. Наступного року кількість пацієнтів подвоїлася.
Станом на липень 2020 року послугами Bookimed скористалися близько 400 000 пацієнтів. Співпрацю налагоджено з більш ніж 380 клініками. Клініки розташовані у 30 країнах, включно з деякими медичними закладами в Україні.
Крім того, Bookimed бере участь у благодійному проєкті Дмитра Комарова #ЧашкаКофе. Компанія допомагає знайти найкращі та найдешевші варіанти лікування для учасників проєкту без комісії за свої послуги.

## Опис
Основне завдання сервісу полягає у виборі клініки та лікаря, які будуть оптимально відповідати потребам пацієнта. Співпрацюючи з клініками, Bookimed забезпечує інформаційний та логістичний супровід пацієнта протягом його лікування. Тому основний склад працівників компанії складають лікарі-консультанти.
Близько 60 % пацієнтів походять з країн СНД. Решта з інших країн світу. Більшість поїздок пацієнти здійснюють до таких 5 країн: Ізраїль, Німеччина, Туреччина, Індія та Іспанія. 80 % звернень припадають на лікування онкологічних захворювань. Наступні за популярністю звернення стосуються нейрохірургічних та ортопедичних операцій. Часто предметом звернення пацієнтів є бажання уточнити діагноз при певній рідкісній хворобі та дізнатися про новітні можливості лікування.

## Нагороди
- У 2018 році компанія увійшла до рейтингу 5 українських медичних стартапів, про які дізнався світ[12]
- ТОП-100 найшанованіших IT-роботодавців України (за версією видання MC TODAY)[16]